# Inde de l'Ouest
« Inde occidentale » redirige ici. Ne pas confondre avec Indes occidentales.

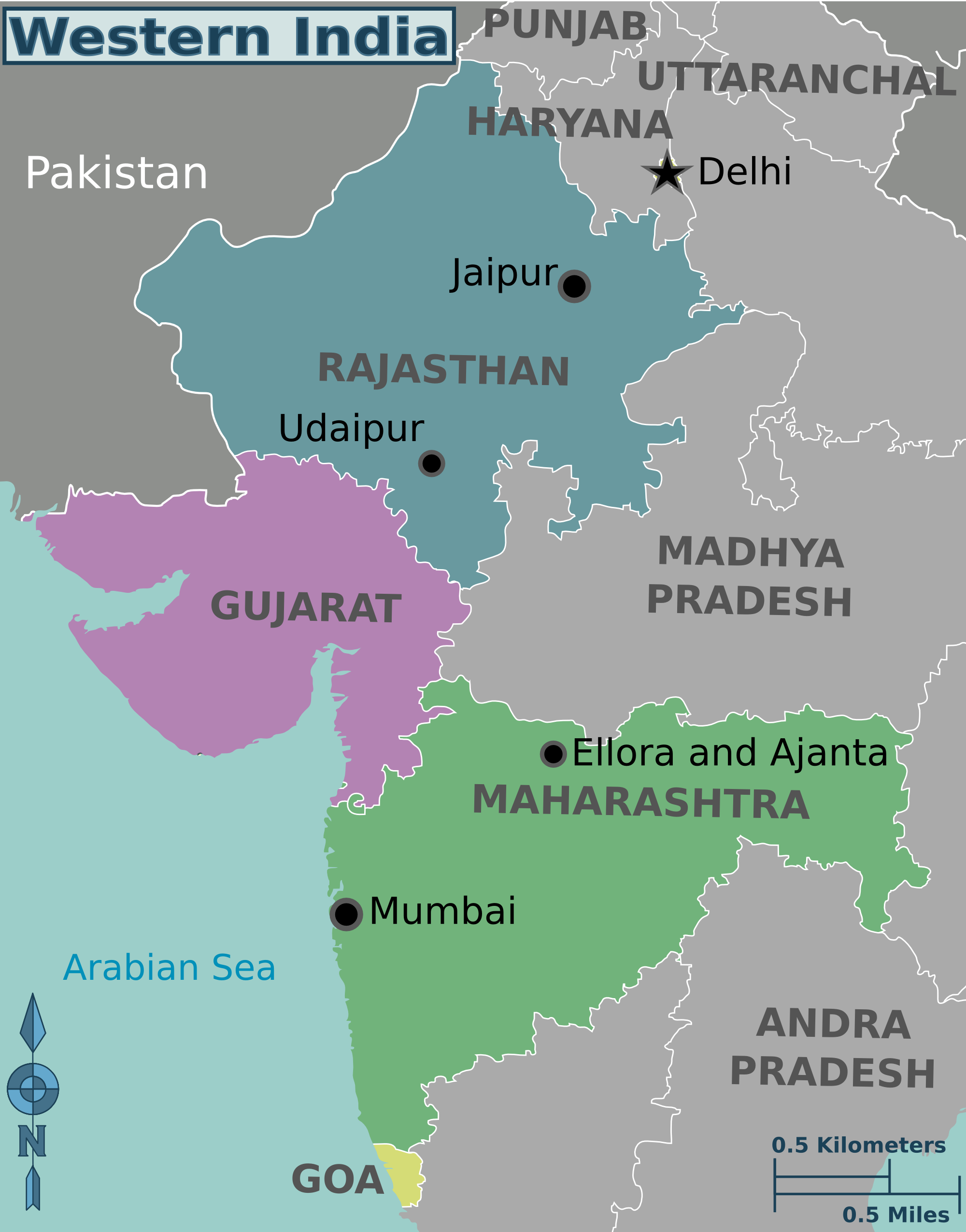
Inde de l'Ouest.

L'Inde de l'Ouest (ou Inde occidentale) est une région, aux définitions changeantes, qui englobe les États Indiens de l’ouest du pays tels Goa, le Maharashtra, le Gujarat et le Rajasthan.